# Wystrzyca
Wystrzyca – część wsi Główczyce w Polsce, położona w województwie opolskim, w powiecie oleskim, w gminie Dobrodzień.
W latach 1975–1998 Wystrzyca administracyjnie należała do województwa częstochowskiego.